# Northampton Town Football League
De Northampton Town Football League is een Engelse regionale voetbalcompetitie. Er zijn 2 divisies waarvan de hoogste zich op het 11de niveau in de Engelse voetbalpiramide bevindt. De kampioen kan promoveren naar de United Counties Football League. 

## Recente kampioenen
| Seizoen | Premier Division               | Division One           | Division Two             |
| ------- | ------------------------------ | ---------------------- | ------------------------ |
| 2003-04 | University College Northampton | Queen Eleanor Reserves | Ford Sports Daventry "A" |
| 2004-05 | Airflow                        | T W S                  | Division disbanded       |
| 2005-06 | University College Northampton | Airflow Reserves       |                          |